# Государственный контроль (Латвия)
Государственный контроль (латыш. Valsts kontrole) — государственное коллегиальное учреждение в Латвии, занимающееся аудитом средств государственного и муниципальных бюджетов, государственных и муниципальных предприятий и предприятий с государственным или муниципальным участием, имущества данных субъектов, а также средств Евросоюза. Существовало в 1918—1940 гг. (изначально создано по российскому образцу), восстановлено в 1992 году. Государственный контролёр с 2004 года — Ингуна Судраба. С 2013 года Государственный контролёр Элита Круминя. Государственный контролёр и другие члены Совета ГК назначаются Сеймом в том же порядке, что судьи, но на определённый срок.